# Tigridia pavonia
Espèce
Synonymes
- Beatonia grandiflora 	(Cav.) Klatt
- Beatonia lutea 		(Link, Klotzsch & Otto) Klatt
- Ferraria pavonia 		L.f.
- Ferraria tigridia 		Sims nom. illeg.
- Marica tigridia 		(Sims) Lehm. nom. illeg.
- Moraea grandiflora 		(Cav.) Pers.
- Moraea pavonia 		(L.f.) Thunb.
- Moraea tigridia 		(Sims) Baker
- Sisyrinchium grandiflorum 	Cav.
- Sisyrinchium palmifolium 	Sessé & Moc. nom. illeg.
- Tigridia conchiflora 		Sweet
- Tigridia grandiflora 		(Cav.) Diels nom. illeg.
- Tigridia grandiflora 		Salisb. nom. illeg.
- Tigridia lutea 		Link, Klotzsch & Otto
- Tigridia oxypetala 		R.Morris
- Tigridia pringlei 		S.Watson
- Tigridia speciosa 		Poit.
- Vieusseuxia pavonia 	(L.f.) DC.[1],

Tigridia pavonia est une espèce de plantes à fleurs de la famille des Iridaceae. C'est l'espèce type du genre Tigridia. Elle est présente en grande partie au Mexique, mais aussi au Guatemala, en Colombie, au Salvador et au Honduras. Elle s'est aussi naturalisée en Équateur et au Pérou,.
Elle est très populaire en plante ornamentale. Les fleurs présentent une grande variété de couleurs. Elles s'ouvrent tôt le matin et se ferment une fois le soir venue. Chaque jour s'ouvre une fleur différente. Les plantes cultivées à partir de graines ne fleurissent qu'un an après le semis.
Les bulbes grillés sont comestibles et ont été utilisés par les Indiens d'Amérique et les peuples autochtones du Mexique. Ils ont une saveur semblable à la châtaigne.
Le puceron Aphis newtoni Theobald peut se trouver sur cette plante ainsi que sur Iris bloudowii, Iris latifolia et Iris spuria .

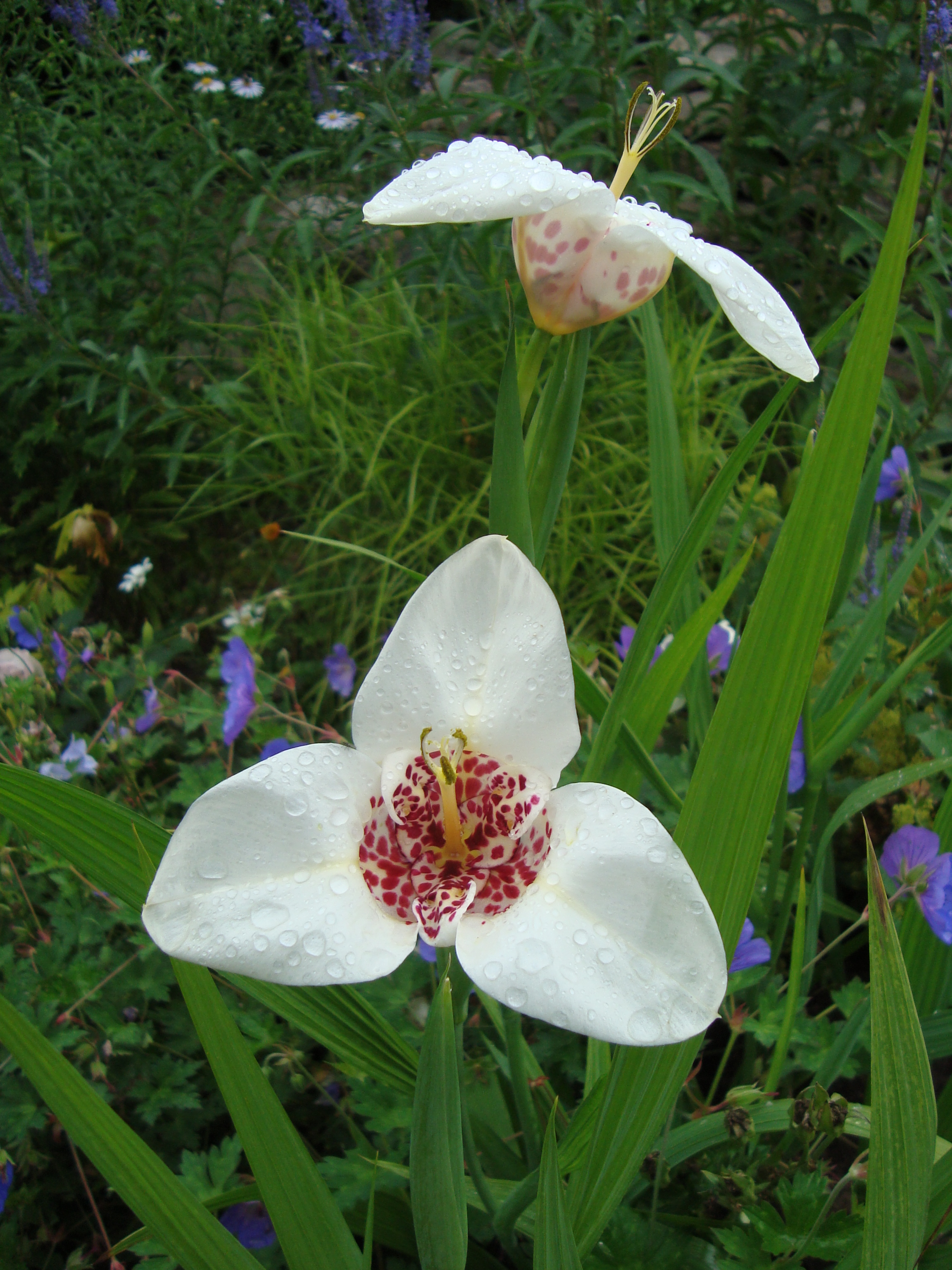
var. 'Aube grandiflora'
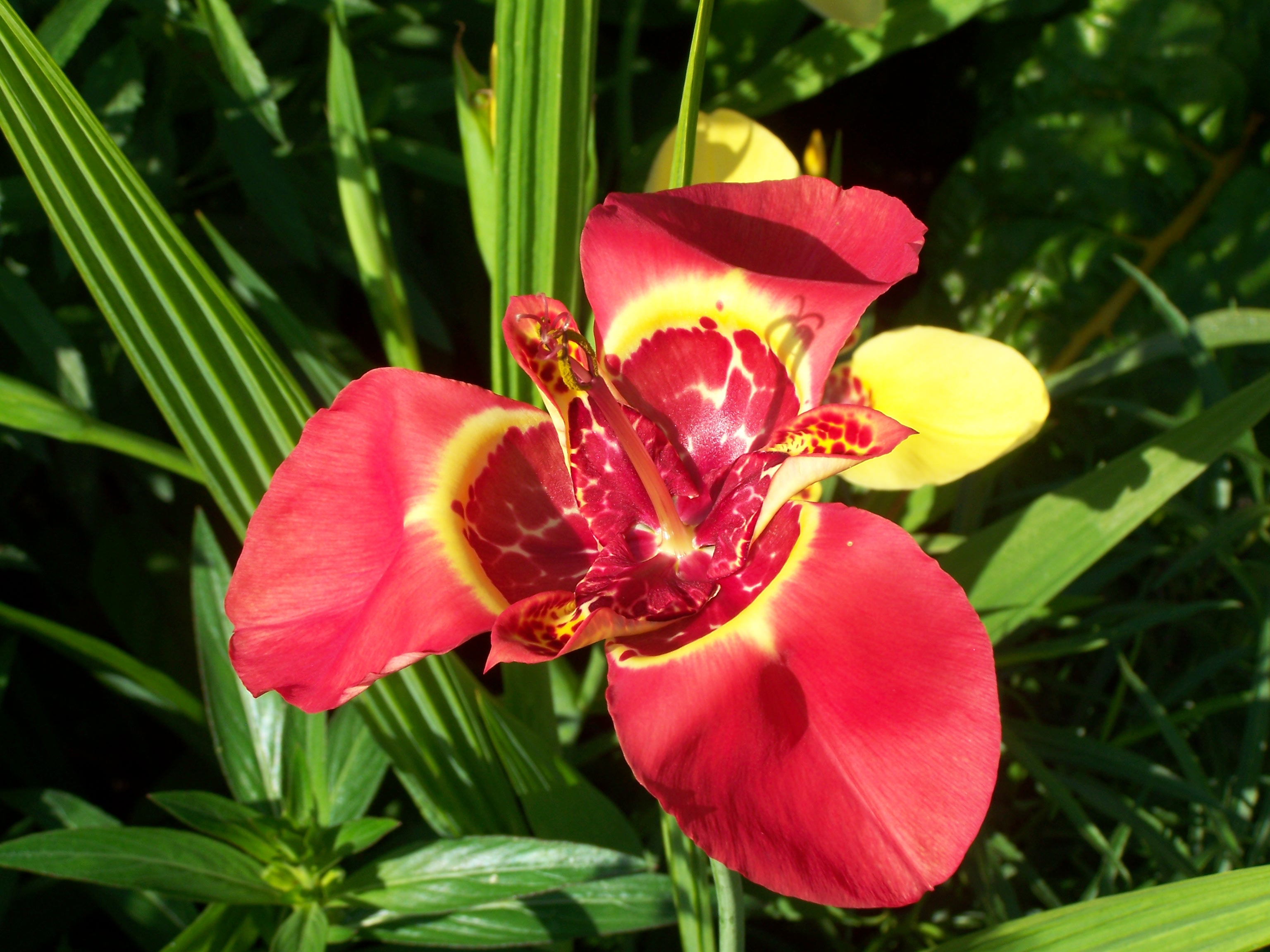
var. 'Sunset in Oz'
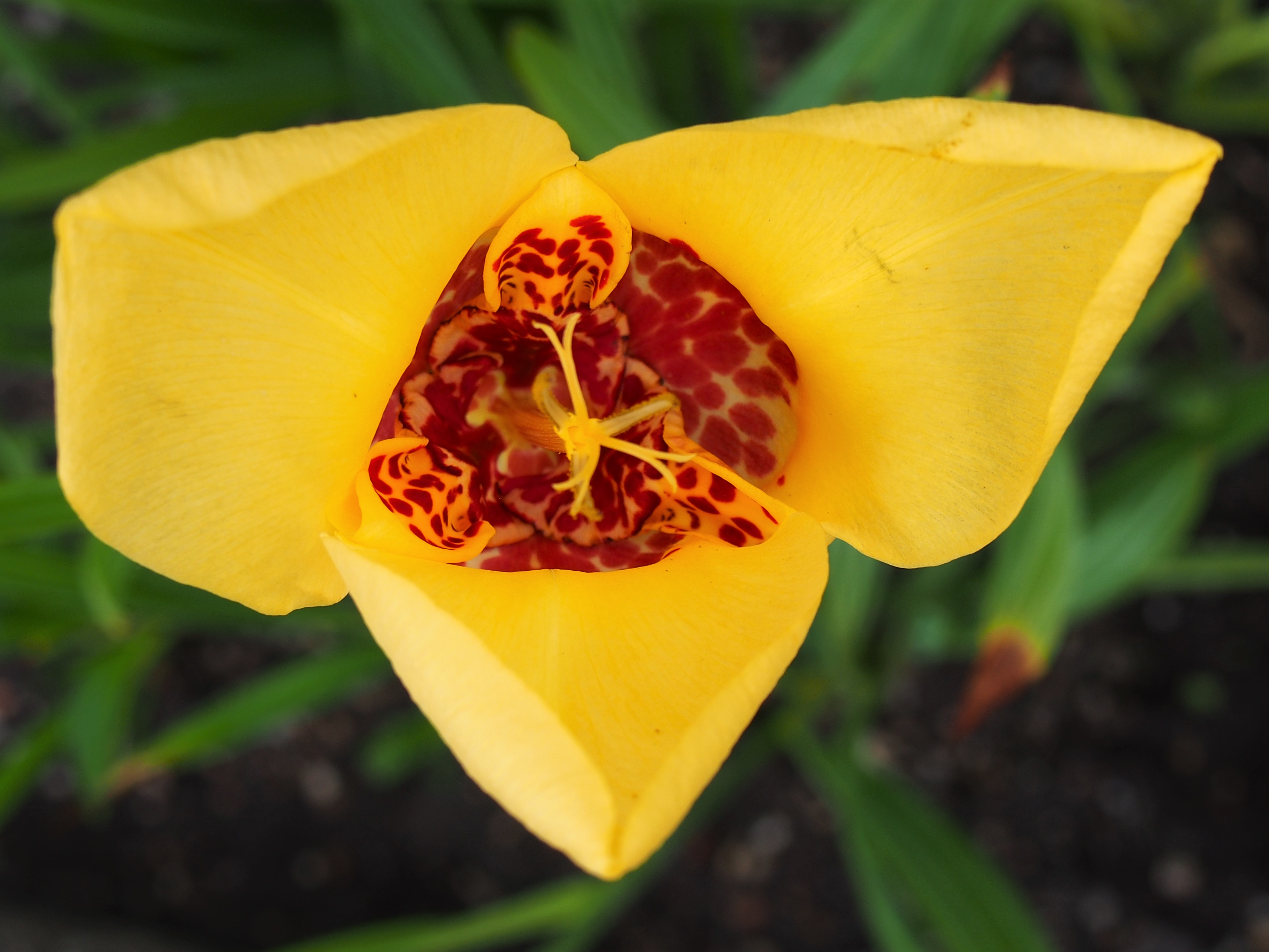
var. 'Aurea'
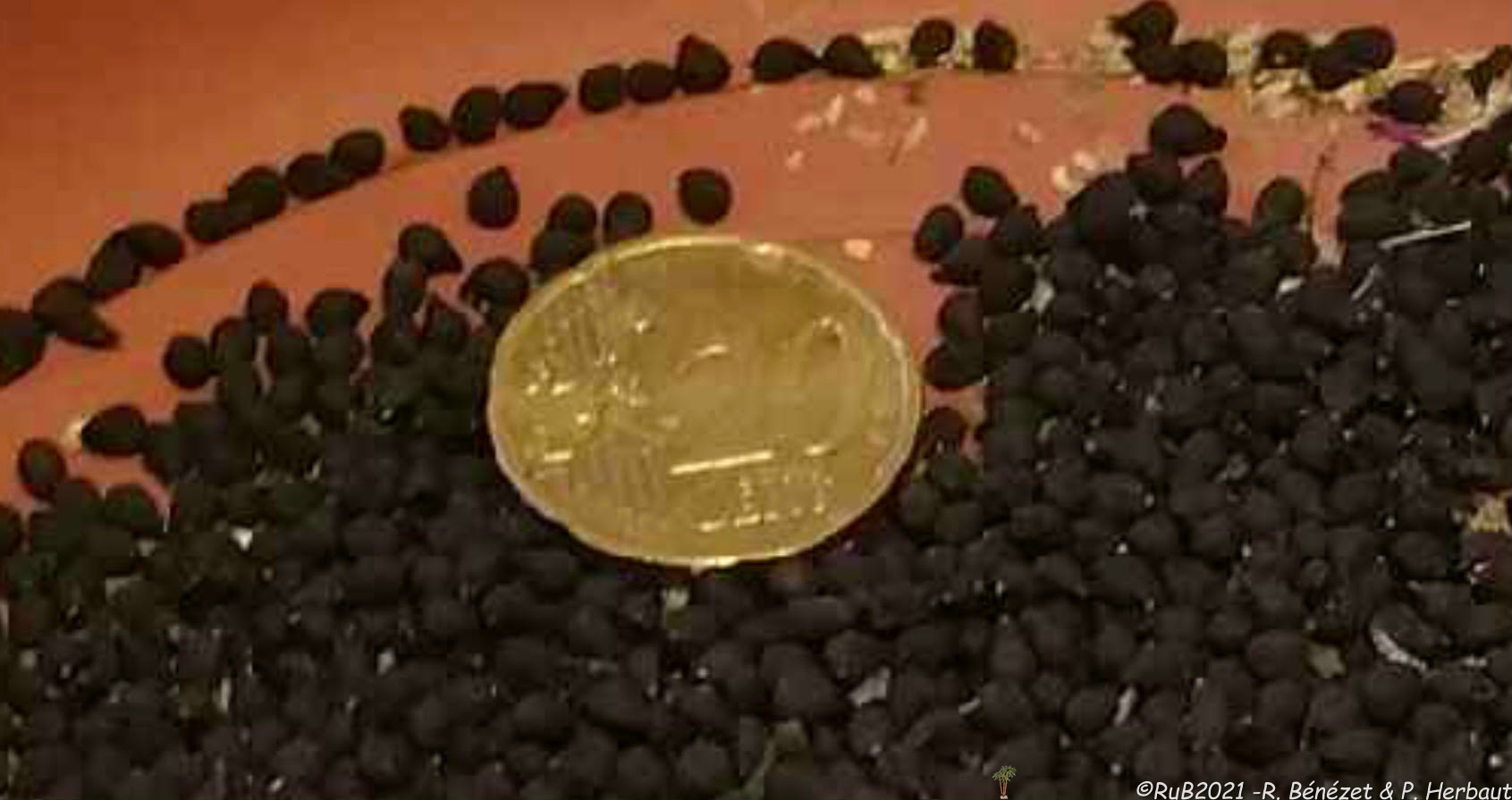
Graines de Tigridia pavonia - Iris tigre

## Au Mexique
Cette plante est localisée largement dans le Sud du Mexique. Elle peut se trouver dans  la Sierra Madre orientale et occidentale, l'Axe Volcanique Transversal, la Sierra Madre du Sud et la Sierra Madre du Chiapas, entre 500 et 3500 mètres d'altitude. 

## Noms communs
- cacomite[8]
- Fleur de coquille du Mexique[3]
- Fleur de la merveille[8]
- Fleur pavoreal[3]
- Fleur tigre[8],[3]
- Iris tigre[6]
- Lis Chapeau de jockey[9]
- Merveille de Quito[8]
- ocoloxochitl[8]
- trinitaria[8]
- yerba De la trinité[8]